# Joe Louis
Joseph Louis Barrow (13 tháng 5 năm 1914 - 12 tháng 4 năm 1981), được biết đến với tên chuyên nghiệp là Joe Louis, là một võ sĩ chuyên nghiệp người Mỹ thi đấu từ 1934 đến 1951. Ông là nhà vô địch hạng nặng thế giới từ năm 1937 đến 1949, và được coi là một trong những võ sĩ hạng nặng xuất sắc nhất mọi thời đại. Có biệt danh là Bomber Brown, triều đại vô địch của Louis kéo dài 140 tháng liên tiếp, trong thời gian đó ông thi đấu 26 trận đấu tranh chức vô địch. Trận đấu thứ 27, so găng với Ezzard Charles năm 1950, là một thách thức cho danh hiệu hạng nặng của Charles và do đó không được đưa vào các trận đấu trong triều đại của Louis. Ông đã chiến thắng trong 25 lần bảo vệ danh hiệu liên tiếp.  Năm 2005, Louis được Tổ chức Nghiên cứu Quyền anh quốc tế xếp hạng là hạng nặng nhất mọi thời đại  và được xếp hạng số một trong danh sách "100 tay đấm vĩ đại nhất của tạp chí The Ring " mọi lúc ". Louis có triều đại liên tục dài nhất với tư cách là nhà vô địch so với bất kỳ võ sĩ hạng nặng nào trong lịch sử.
Tác động văn hóa của Louis đã được cảm nhận tốt bên ngoài sàn đấu. Ông được coi là người đầu tiên của người Mỹ gốc Phi đạt được vị thế của một anh hùng toàn quốc ở Hoa Kỳ, và cũng là đầu mối của tình cảm chống phát xít trước và trong Thế chiến II. Ông là nhân tố chính trong việc tích hợp màu da trong golf, phá vỡ rào cản màu sắc của môn thể thao này ở Mỹ bằng cách xuất hiện dưới sự miễn trừ của một nhà tài trợ trong một sự kiện của PGA năm 1952.
Joe Louis Greenway của bang Detroit và Khu bảo tồn rừng của quận Cook Joe Louis "The Champ" Golf Course, nằm ở phía nam Chicago ở Riverdale, Illinois, được đặt tên để vinh danh ông.

## Sách tham khảo
- Astor, Gerald (1974). "... And a Credit to His Race": The Hard Life and Times of Joseph Louis Barrow, a.k.a. Joe Louis. New York: Saturday Review Press. ISBN 978-0-8415-0347-2.
- Bak, Richard (1998). Joe Louis: The Great Black Hope. New York: Perseus Publishing. ISBN 978-0-306-80879-1.
- Drake, Robert, "Joe Louis, the Southern Press, and the 'Fight of the Century,'" Sport History Review, 43 (May 2012), 1–17.
- Erenberg, Lewis A. (2005). The Greatest Fight of Our Generation: Louis v. Schmeling. New York: Oxford University Press. ISBN 978-0-19-517774-9.
- Gibson, Truman K.; Steve Huntley (2005). Knocking Down Barriers: My Fight for Black America. Chicago: Northwestern University Press. ISBN 978-0-8101-2292-5.
- Libby, Bill (1980). Joe Louis, the Brown Bomber. New York: Lothrop, Lee & Shepard Books. ISBN 978-0-688-41968-4.
- Louis, Joe (1978). My Life. Brighton: Angus & Robertson. ISBN 978-0-207-95834-2.
- Louis, Joe; Barbara Munder (1988). Joe Louis: 50 Years an American Hero. New York: McGraw-Hill. ISBN 978-0-07-003955-1.
- Margolick, David (2005). Beyond Glory: Joe Louis Vs. Max Schmeling, and a World on the Brink. New York: Vintage Books. ISBN 978-0-375-72619-4.
- Mead, Chris (1985). Champion – Joe Louis, Black Hero in White America. New York: Scribner. ISBN 978-0-684-18462-3.
- Myler, Patrick (2005). Ring of Hate: Joe Louis vs. Max Schmeling: The Fight of the Century. New York: Arcade Publishing. ISBN 978-1-55970-789-3.
- Nagler, Barney (1972). Brown Bomber. New York: World. ISBN 978-0-529-04522-5.
- Roberts, James B.; Alexander B. Skutt (2006). The Boxing Register: International Boxing Hall of Fame Official Record Book (4th ed.). Ithaca: McBooks Press. ISBN 978-1-59013-121-3.
- Schaap, Jeremy (2005). Cinderella Man. Boston: Houghton Mifflin Harcourt. ISBN 978-0-618-55117-0.
- Vitale, Rugio (1991). Joe Louis: Boxing Champion. Los Angeles: Holloway House Publishing Company. ISBN 978-0-87067-570-6.